# Distretto di Aziz
Il distretto di Aziz è un distretto della Provincia di Médéa, in Algeria.

## Comuni
Il distretto di Aziz comprende 3 comuni:
- Aziz
- Oum El Djalil
- Derrag